# Колпинка (приток Шарьи)
Колпинка (в верховье Ближняя Колпинка) — река в России, протекает по Киришскому району Ленинградской области и по Чудовскому району Новгородской области. Устье Колпинки находится в 27 км по левому берегу реки Шарья. Длина — 11 км.
Имеет правый приток — реку Верхнюю Колпинку.

## Данные водного реестра
По данным государственного водного реестра России относится к Балтийскому бассейновому округу, водохозяйственный участок реки — Волхов, речной подбассейн реки — Волхов. Относится к речному бассейну реки Нева (включая бассейны рек Онежского и Ладожского озера).
Код объекта в государственном водном реестре — 01040200612102000018998.